# Conopyge flavipes
Conopyge flavipes är en stekelart som beskrevs av Cameron 1911. Conopyge flavipes ingår i släktet Conopyge och familjen brokparasitsteklar. Inga underarter finns listade i Catalogue of Life.